# ギンビス

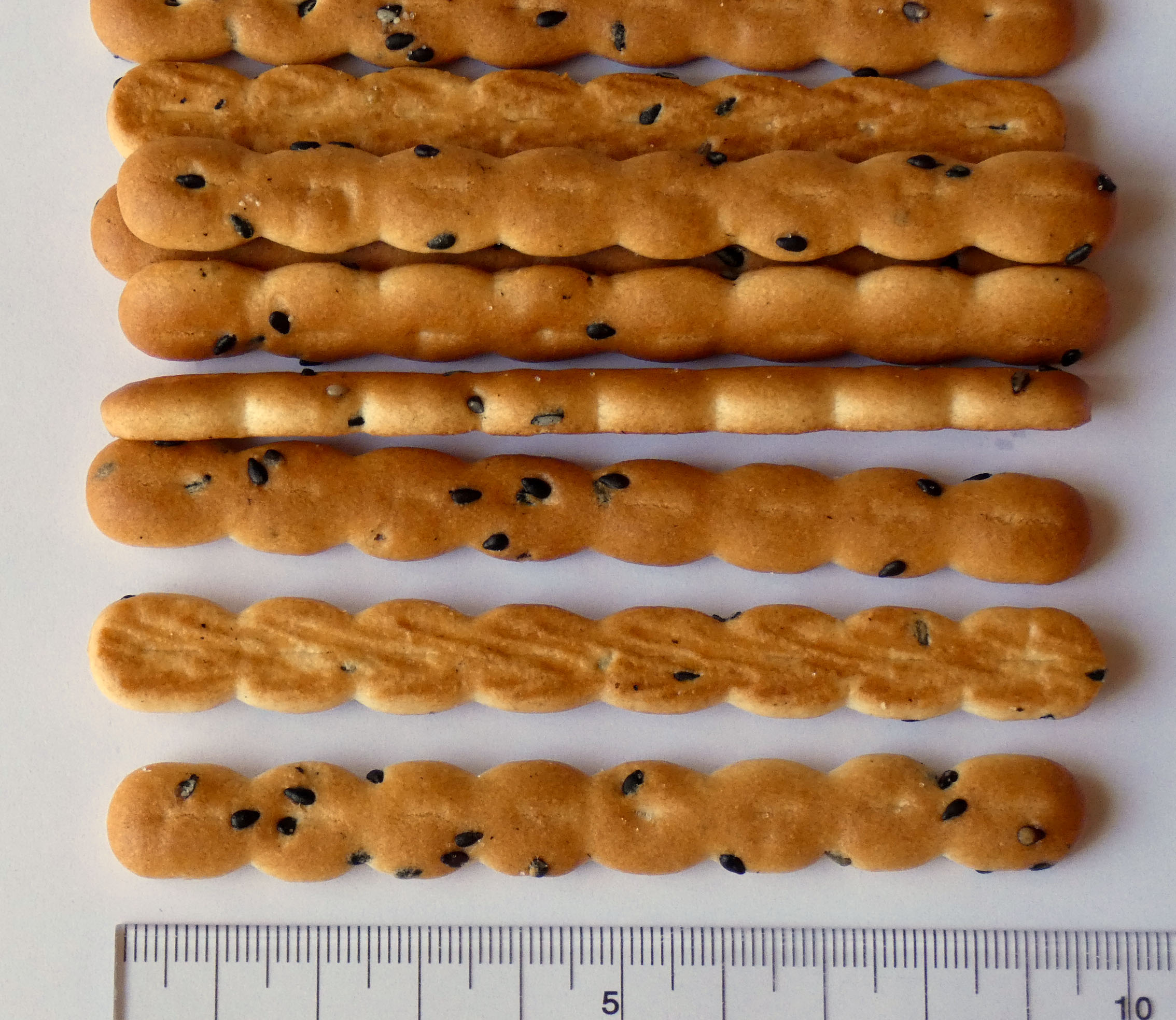
アスパラガスビスケット

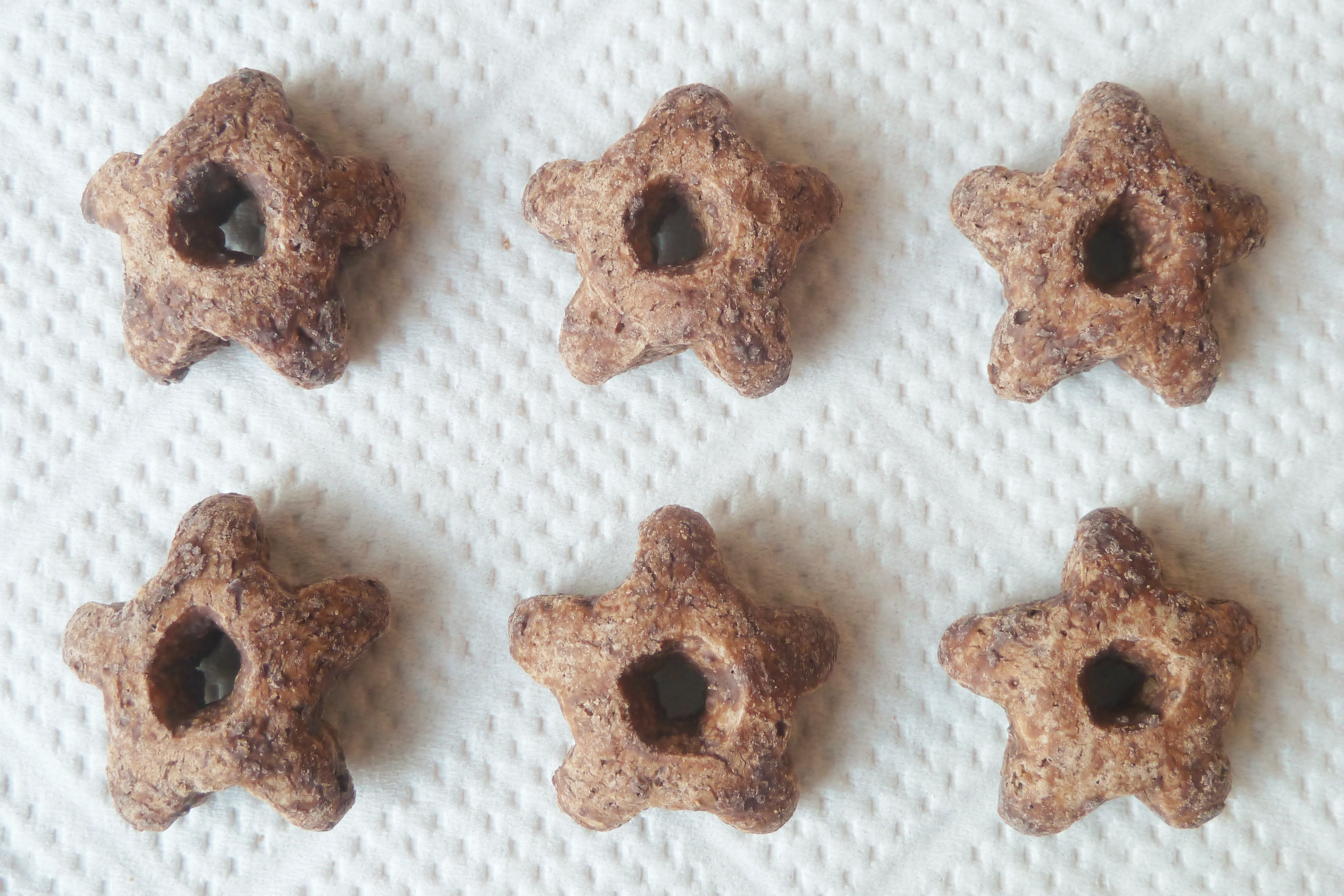
しみチョココーン

株式会社ギンビス（英: GINBIS CO., LTD.）は、日本の東京都中央区日本橋浜町に本社を置く製菓会社。
ビスケット類を主力とし、看板商品にはアスパラガスビスケットやたべっ子どうぶつがある。現在の社名は、同社が1945年（昭和20年）に墨田区から中央区銀座に出店した際、元の屋号「宮本製菓」を「銀座ベーカリー」に改めたが、「銀座でおいしいビスケットを作る」ということで発売された主力商品の「ギンビスコ」が有名になったことから、同商品に因んで1974年に社名を「ギンビス」に変更した。

## 主な商品
全ての商品のパッケージに「MANUFACTURED BY GINBIS CO.LTD TOKYO JAPAN PRODUCT OF JAPAN（東京のギンビス株式会社が製造。日本製。）」の英文が印刷されている。　
アスパラガス（アスパラガスビスケット）
創業者・宮本芳郎（みやもと よしろう）が1968年（昭和43年）に開発・発売したロングセラー商品で、当初は菓子店店頭で量り売りされていた。
黒胡麻を混ぜた生地を焼き上げたスティック状のビスケットで、形状は野菜のアスパラガスを模している。
開発当時、ビスケットの形といえば丸や四角が当たり前で、細長いものは無かった。そこで、持ちやすいスティック状を考案した。さらに、食べやすいように7つの節を付けた。この節の数は現在まで変更されたことがない。商品名については「スティックビスケット」「セサミスティック」などの案があったが、ビスケットとは程遠い「アスパラガスビスケット」に決まった。理由は単に野菜のアスパラガスに形が似ていたからであるが、他に類を見ないものを開発するという創業理念を反映するものであった。なお、野菜のアスパラガスの成分は一切入っていない。商品名が決まって半年後、販売に漕ぎ着けたが、名前も形状も奇抜すぎたからか、すぐにヒットすることは無かった。しかし、消費者に味が評価されて徐々に売上は伸びていった。普通のビスケットは、小麦粉・砂糖・油を主成分にしている甘めの菓子であるが、当商品は素材の味を最大限に活かすために塩を利かせたほか、小麦粉の香ばしさを引き立てる狙いで黒胡麻を配合している。しょっぱくてほのかに甘いビスケットは、小腹が空いた時の軽食や仕事を終えた父親が酒のつまみにするなど、子供だけではなく大人という新たな客層を開拓したことが大きかった。現在（2010年代後半）のパッケージには、発売年（1968年）と共に、キャッチコピー「愛されて3世代」が謳われ、子供・親・祖父母の3世代のイラストを配することで、幅広い年齢層に支持されているという当商品の特徴を強調している。1975年（昭和50年）には、第14回モンドセレクション金賞を受賞。ミニサイズのアスパラガスミニという商品もある。巾着形の袋詰めで、年間1000万袋近くを販売する（2017年時）。なお、「セサミスティック」という名で、当社が製造したものがセブンプレミアムブランドで売られる（ただしアスパラガスの形はしていない）。
たべっ子どうぶつ
動物を象ったビスケット。表面に、動物の英文名称がプリントされている。バター味の商品が1979年の第18回モンドセレクション金賞受賞。以降もシリーズ商品がモンドセレクションの金賞や最高金賞を受賞している。卵不使用であることがパッケージに表示されている。
「厚焼きたべっ子どうぶつ」は、長期保存のきく缶に入っており、賞味期限は製造日から5年（開封前）である。これは、2011年に発生した東日本大震災を受けて翌年に発売された商品であり、保存食として販売している。
しみチョココーン
チョコレートを染み込ませた、星形のコーンスナック。2004年の第43回モンドセレクション金賞受賞。のちに星の形を一回り拡大した派生商品のSuperしみチョココーンもラインアップに加わる。このほか、co-opのプライベートブランド商品向けに星形ではないしみチョココーンもあり、こちらは食感が全く違う。
GINZA RUSK（ギンザラスク）
チョコレートを染み込ませたラスク。2013年9月の発売当初は「銀座＠ラスク」（ぎんざアットラスク）であったが、2020年9月のリニューアルに際し現在の商品名に変更された。

## 沿革
- 1930年（昭和5年）5月5日 - 宮本芳郎が、東京府東京市本所区本所錦糸町（現在の東京都墨田区の錦糸町および江東橋相当地域内[* 1][gm 1]）にて、「宮本製菓」を開店する。
- 1945年（昭和20年）5月 - 東京銀座に営業所とレストランを開所・開店し、屋号を「銀座ベーカリー」（初代）へ改称する。
- 1948年（昭和23年）7月 - 法人化し、社名を「株式会社銀座ベーカリー」（初代）とする。これをもって当社の設立とする。
- 1952年（昭和27年）5月 - ビスケットの「ギンビスコ」が、全国菓子博覧会で名誉大賞を受賞。
- 1968年（昭和43年）
  - 1月 - 茨城県猿島郡総和町丘里（現在の古河市丘里）にて、総和工場（現・古河工場[gm 2]）の操業開始。
  - 月日未確認 - アスパラガスビスケットを発売。
- 1974年（昭和49年）
  - 3月 - 東京都中央区日本橋浜町にて、本社・新社屋（現社屋）の開業。
  - 4月 - 「株式会社ギンビス」へ社名を変更。
- 1975年（昭和50年）9月 - アスパラガスビスケットが、モンドセレクション金賞を受賞。
- 1978年（昭和53年）10月 - 「たべっ子どうぶつ」を発売。
- 1997年（平成9年） - 唯一の海外向け生産拠点として、中国広東省汕頭市にて、中国汕頭工場の操業開始。
- 2002年（平成14年）6月 - たべっ子どうぶつチョコビスケットが、モンドセレクション金賞を受賞。
- 2005年（平成17年）9月12日 - 総和工場が古河工場へ改称／工場のある総和町が古河市・三和町と合体（新設合併）し、新生・古河市を発足したのに伴う。
- 2008年（平成20年）3月 - 古河工場ISO9001認証取得。
- 2008年（平成20年）6月 - 第47回モンドセレクションで「アスパラガスビスケット」「たべっ子どうぶつ」が金賞受賞。
- 2010年（平成22年）5月 - 上海万博日本産業館に出展。第49回モンドセレクションで「ミニアスパラガスサブレ」が金賞受賞。
- 2013年（平成25年）
  - 2月 - 株式会社銀座ベーカリー（2代目）を設立。中央区銀座一丁目にイートインスペース併設の焼菓子店「銀座ベーカリー」（2代目）を開店[7][8]。
  - 9月 - 「銀座＠ラスク」（現：GINZA RUSK）を発売。
- 2014年（平成26年）3月6日 - 宮本周治（みやもと しゅうじ）常務が、代表取締役社長に就任。
- 2014年（平成26年）6月 - 第53回モンドセレクションで「たべっ子どうぶつバター味」が金賞受賞。
- 2015年（平成27年）11月 - 東京駅一番街「東京おかしランド」に「ギンビス たべっ子どうぶつランド」を2度目の期間限定出店。日本食糧新聞社 食品ヒット大賞で「たべっ子どうぶつ」がロングセラー賞受賞。
- 2017年（平成29年）7月 - 古河工場FSSC22000認証取得。（これに伴いISO9001認証を解除）
- 2018年（平成30年） - 毎年1月11日を「アスパラガスビスケットの日」と制定[9]。
- 2019年（令和元年） - 毎年5月5日を「たべっ子どうぶつの日」と制定[10]。

## 拠点
本社
東京都中央区日本橋浜町3-23-3 に所在。
支店
東京支店（※所在地は本社内）、大阪支店（大阪府東大阪市水走に所在）
地方営業所
湘南営業所（神奈川県中郡大磯町に所在）、古河営業所（※所在地は古河工場内）、東北営業所（宮城県仙台市若林区に所在）、名古屋営業所（愛知県名古屋市西区に所在）、広島営業所（※資料不足）、福岡営業所（福岡県大野城市仲畑に所在）、鹿児島営業所（※資料不足）。
工場
古河工場（茨城県古河市丘里2 に所在）
海外拠点
金必氏四洲食品（汕頭）有限公司
中国汕頭工場（中国広東省汕頭市に所在）、上海代表処（中国上海市長寧区に所在）

### 関連会社
ギンビス商事株式会社
- 本社（※所在地はギンビス湘南営業所と同じ）
- 東京分室（※所在地はギンビス本社と同じ）